# Cornelis Boscoop
Cornelis Boscoop (* zwischen 1525 und 1531; † Oktober 1573 in Amsterdam) war ein franko-flämischer Komponist, Organist und Sänger der Renaissance.

## Leben und Wirken
Cornelis Boscoop stammt wahrscheinlich aus dem Ort Boskoop in der Provinz Süd-Holland oder dessen Umgebung. Dafür spricht auch, dass die von ihm veröffentlichten Psalmen dem „Herrn von Stadt und Land Woerden“ gewidmet sind, zu dem auch Boskoop gehört. Über sein Leben ist nur sehr wenig bekannt. Er war ab dem 1. Mai 1551 bis Frühjahr 1554 Organist an der Grote Kerk in Alkmaar und vom 1. Mai 1554 bis März 1573 in dem gleichen Amt an der Oude Kerk in Delft. Danach, von Juni bis Oktober 1573, wurde er der Nachfolger von Pieter Swibbertszoon (dem Vater von Jan Pieterszoon Sweelinck) als Organist an der Oude Kerk in Amsterdam, konnte dieses Amt aber nur noch wenige Monate ausüben. Belegt ist seine Beisetzung in Amsterdam am 9. Oktober 1573. Sweelinck war in diesem Amt sein Nachfolger.

## Bedeutung
Von Cornelis Boscoop sind nur die „50 Psalmen Davids“ in Motettenform aus dem Jahr 1562 überliefert. Dieses Werk erlebte 1568 in Düsseldorf eine Neuauflage, die Herzog Erich II. von Braunschweig und Lüneburg gewidmet war. Das Titelblatt der Tenorstimme hat den Wortlaut: „Psalmen david / vyfftich / met vier partyen / zeer zuet ende lustich om singen en speelen op verscheiden instrumenten / gecomponeert door M. Cornelius Buschop“. Die Widmung ist auf Januar 1568 datiert mit dem Zusatz „tho Delft“. Als Textvorlage dienten dem Komponisten die in den Niederlanden verbreiteten „Souterliedekens“, eine niederländische Nachdichtung der Psalmen in gereimter Form. Die vielfältige Auswahl (50 Psalmen von insgesamt 150) reicht von Dank- und Bußpsalmen bis zu Lob- und Preisliedern. Boscoop verwendete für die Vertonung jedoch nicht die kirchlich bekannten Melodien der Souterliedekens, sondern schrieb eigene Sätze.
Viele dieser Stücke sind formal dreiteilig angelegt: A-B-C oder A-B-A', wobei die Anfangs- und Schlussteile oft wiederholt werden und in der Wiederholung einen anderen Text bringen. Die Satzweise dieser vierstimmigen Psalmen zeigt eine gediegene, aber nicht sehr tief schürfende Technik. Einige Vertonungen zeichnen sich durch melodisch-harmonische Fortschreitungen aus, welche spätmittelalterliche Wendungen mit Neuerungen aus der Renaissancemusik verbinden. Die Verwendung niederländischer Texte und die relativ bescheidenen technischen Anforderungen legen die Vermutung nahe, dass sie besonders für die Verbreitung unter Amateurmusikern verfasst wurden. Jedoch zeigen die rhythmische Kraft und Prägnanz einiger Stücke einen durchaus reizvollen Charakter.

## Werke
- Fünfzig Psalmen Davids zu je vier Stimmen (Düsseldorf 1568):

```
 1. „O God wilt myn salveren“ (Psalm 68)
 2. „Wy Heer belyden hier altyt“ (Psalm 74)
 3. „Die Heer die wou regneren“ (Psalm 96)
 4. „Omtreckt my o Heere vanden quaden“ (Psalm 139)
 5. „O God myn hert myn sinnen“ (Psalm 107)
 6. „Gy wout gebenedyen“ (Psalm 84)
 7. „Godts glory ende herlicheit“ (Psalm 18)
 8. „In God is al myn toeverlaet“ (Psalm 10)
 9. „This goet te belyden God om zyn weldaet“ (Psalm 91)
10. „Met grot iolyt ben ick soe seer verblyt“ (Psalm 121)
11. „Ick sal vuyt minre herten gront“ (Psalm 110)
12. „Verordelt o Heer“ / „ick bid v straffen wilt“  (Psalm 34)
13. „Gedenckt o Heer David dyn knecht“ (Psalm 131)
14. „Van Godes stadt wilt horen myn“ (Psalm 86)
15. „Die hier op den Heer betrouwen“ (Psalm 124)
16. „Wilt dancken loven Gods naem vol eren“ (Psalm 134)
17. „Wilt doch belyen met melodien“ (Psalm 135)
18. „Wilt gy myn rechter zyn“ (Psalm 42)
19. „Salich is die man die God den Heer“ (Psalm 111)
20. „O God aenhort myn clagen“ (Psalm 54)
21. „O Heer wilt myn behouwen“ (Psalm 53)
22. „Die koninck sal hem verbliden“ (Psalm 20)
23. „Ick heb gestelt op v o Heer“ (Psalm 30)
24. „God myns genaedich zyt“ (Psalm 50)
25. „Als zy zyn getogen al vuyt Egipten lant“ (Psalm 113)
26. „Ick heb geroepen tot v o Heer“ (Psalm 140)
27. „Die mogende Heere die sprack met luyder stem“ (Psalm 49)
28. „Als die Heer verkeren wou“ (Psalm 125)
29. „Groet is die Heer gepresen zeer“ (Psalm 47)
30. „O God myn glory“ / „lof end eer“ (Psalm 108)
31. „Tot v hief ick myn ogen lieve Heer“ (Psalm 122)
32. „V ogen tot myn begeren wilt neygen vroech en laet“ (Psalm 85)
33. „Wilt dancken en belyen den Heer“ (Psalm 117)
34. „Syn ryck die Heere nam en hy opclam“ (Psalm 98)
35. „O Heer doe gy ons hier verliet“ (Psalm 59)
36. „En willes nyt benyden ter herten laten gaen“ (Psalm 36)
37. „Myn hert en is verheven niet“ (Psalm 130)
38. „Ghy die kondt Israel o Heer regieren“ (Psalm 79)
39. „Salich zy zyn wiens boesheit is vergeven“ (Psalm 31)
40. „God is ons toevlucht in der not“ (Psalm 45)
41. „Den Heer gy aertrick algemein“ (Psalm 99)
42. „Aenhort myn volck al nae myn wet“ (Psalm 77)
43. „God is bekent int Joetsche lant“ (Psalm 75)
44. „Ick heb verwacht den Heere“ (Psalm 39)
45. „O God wy hebbent wel verstaen“ (Psalm 43)
46. „En had ons God niet by gestaen“ (Psalm 123)
47. „Compt doch met my en laet ons singen bly“ (Psalm 94)
48. „Wilt loven God den Heer“ (Psalm 148)
49. „O Heer wilt myn behouwen“ (Psalm 11)
50. „Hoe schoen“ / „hoe goet“ / „hoe wel gedaen“ (Psalm 83)
```

## Ausgabe
- Cornelis Boscoop: 50 Psalmen David, naar de uitgave van 1568 in partituur gebracht en op nieuw uitgegeven door Dr. Max Seiffert. Stumpff & Koning, Amsterdam 1899